# Mokronosy (gromada)
Mokronosy – dawna gromada, czyli najmniejsza jednostka podziału terytorialnego Polskiej Rzeczypospolitej Ludowej w latach 1954–1972.
Gromady, z gromadzkimi radami narodowymi (GRN) jako organami władzy najniższego stopnia na wsi, funkcjonowały od reformy reorganizującej administrację wiejską przeprowadzonej jesienią 1954 do momentu ich zniesienia z dniem 1 stycznia 1973, tym samym wypierając organizację gminną w latach 1954–1972.
Gromadę Mokronosy z siedzibą GRN w Mokronosach utworzono – jako jedną z 8759 gromad na obszarze Polski – w powiecie wągrowieckim w woj. poznańskim, na mocy uchwały nr 40/54 WRN w Poznaniu z dnia 5 października 1954. W skład jednostki weszły obszary dotychczasowych gromad Mokronosy, Smuszewo i Wiśniewko oraz miejscowość Kopanina z dotychczasowej gromady Kopanina ze zniesionej gminy Damasławek w tymże powiecie. Dla gromady ustalono 10 członków gromadzkiej rady narodowej.
1 stycznia 1959 z gromady Mokronosy wyłączono miejscowość Wiśniewko, włączając ją do gromady Niemczyn w tymże powiecie, po czym gromadę Mokronosy zniesiono, a jej (pozostały) obszar włączono do gromady Damasławek tamże.